# Tjäderleksmossens naturreservat
Tjäderleksmossen är ett naturreservat i Uppsala kommun i Sverige. Tidigare försörjde man masugnarna på Länna bruk med kol från mossen. Myrarna i området skiftar från helt öppna till skogbeklädda. Bland de fåglar som förekommer i naturreservatet kan nämnas tjäder, trana, storlom och tretåig hackspett. Terrängen är på många ställen svårframkomlig, men det finns flera markerade stigar. Vid Skärsjön, i den norra delen av naturreservatet, finns även en raststuga.